# Đám mây Magellan Lớn
Đám Mây Magellan Lớn (tiếng Anh: Large Magellanic Cloud hay Nubecula Major, thường viết tắt là LMC) là một thiên hà vệ tinh của Ngân Hà. Ở khoảng cách khoảng 50.000 parsec (≈163.000 năm ánh sáng), LMC là thiên hà gần thứ hai hoặc thứ ba với dải Ngân Hà, sau Thiên hà phỏng cầu lùn Nhân Mã (~16.000 pc) và thiên hà vô định hình Khu mật độ cao Đại Khuyển. Dựa trên các ngôi sao có thể nhìn thấy dễ dàng, đường kính của LMC vào khoảng 14.000 năm ánh sáng (4,3 kpc) và khối lượng xấp xỉ 10 tỷ lần khối lượng Mặt Trời, LMC có khối lượng xấp xỉ một phần trăm so với dải Ngân Hà. Điều này làm cho LMC trở thành thiên hà lớn thứ tư trong Nhóm Địa phương, sau Thiên hà Tiên Nữ (M31), Ngân Hà, và Thiên hà Tam Giác (M33).
LMC được xếp vào loại xoắn ốc Magellan. LMC chứa một stellar bar lệch tâm về mặt hình học, cho thấy rằng đây là một thiên hà xoắn ốc lùn có thanh chắn trước khi các nhánh xoắn ốc của LMC bị phá vỡ, có thể là do tương tác thủy triều từ Đám Mây Magellan Nhỏ (SMC) và lực hấp dẫn của dải Ngân Hà.
Với xích vĩ khoảng −70°, LMC có thể nhìn thấy như một "đám mây" mờ từ Nam Bán cầu của Trái Đất và xa hơn về phía bắc tới 20°N. LMC nằm giữa hai chòm sao Kiếm Ngư và Sơn Án và có chiều dài biểu kiến là khoảng 10° nhìn bằng mắt thường, gấp 20 lần đường kính của Mặt Trăng nếu nhìn từ nơi không bị ô nhiễm ánh sáng.
Dải Ngân Hà và LMC được dự đoán sẽ va chạm trong khoảng 2,4 tỷ năm nữa.

## Lịch sử quan sát

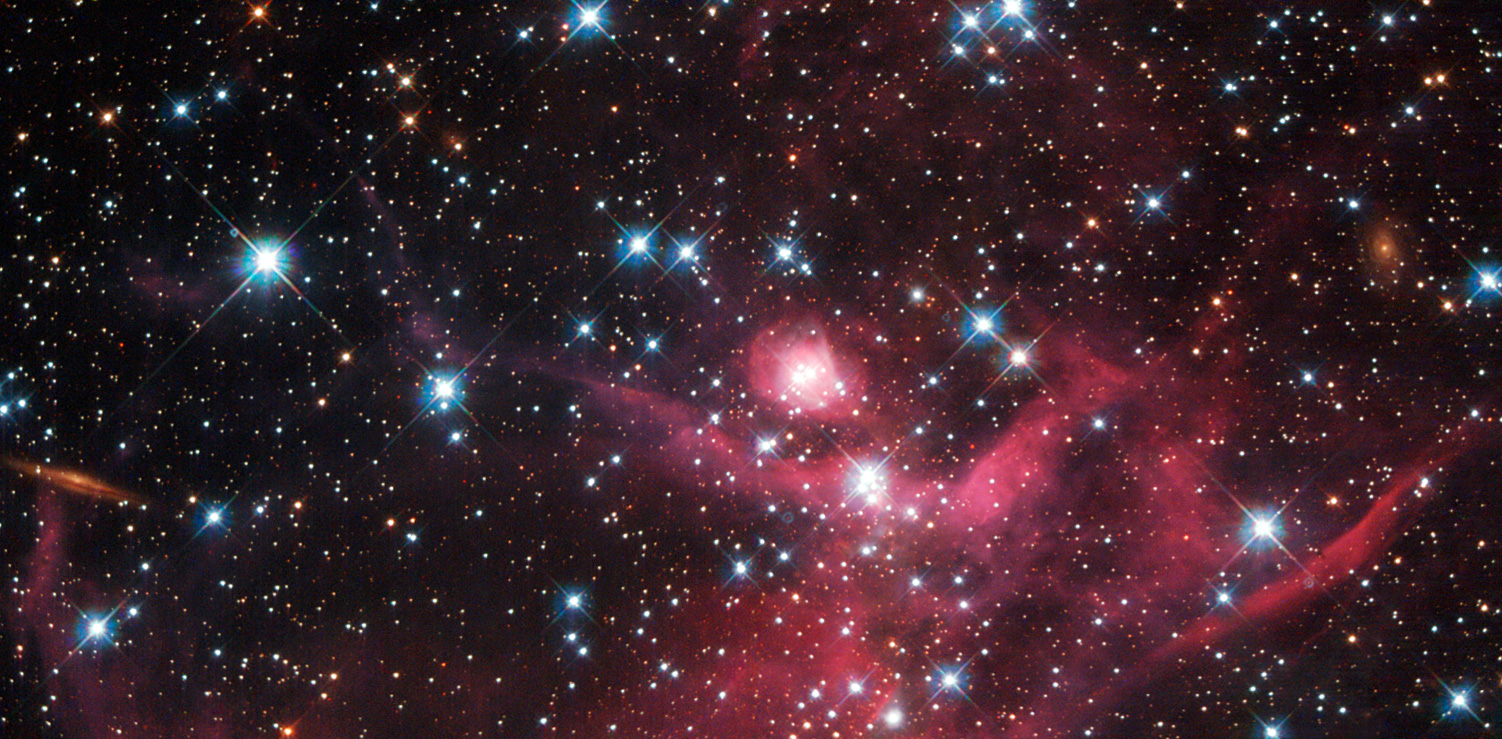
Một phần nhỏ của Đám mây Magellan Lớn.

Mặc dù cả hai thiên hà đều có thể dễ dàng nhìn thấy đối với các nhà quan sát vào ban đêm ở phía nam từ thời tiền sử, nhưng văn bản đề cập đến Đám mây Magellan Lớn đầu tiên được biết đến là của nhà thiên văn học người Ba Tư 'Abd Al-Rahman Al Sufi (sau này được biết đến ở châu Âu với tên gọi "Azophi"), trong Book of Fixed Stars của ông vào khoảng năm 964 sau Công Nguyên.
Lần quan sát tiếp theo được ghi lại là vào năm 1503–1504 của Amerigo Vespucci trong một bức thư về chuyến đi thứ ba của ông. Trong bức thư này, ông đề cập đến "3 Canopes [sic], 2 sáng và 1 tối"; "sáng" dùng để chỉ hai Đám Mây Magellan, và "tối" dùng để chỉ Tinh vân Túi than.
Ferdinand Magellan đã nhìn thấy LMC trong chuyến hành trình của mình vào năm 1519 và các tác phẩm của ông đã đưa LMC vào kiến thức chung của thế giới phương Tây. Hiện nay, thiên hà này được đặt tên theo tên ông.
Các đo đạc do kính viễn vọng không gian Hubble thực hiện được công bố năm 2006 cho thấy các Đám mây Magellan Lớn và Nhỏ có thể di chuyển quá nhanh để có thể quay quanh Ngân Hà.